# Strada statale 72 di San Marino
Die Strada statale 72 (SS 72) ist eine italienische Staatsstraße, die 1928 zwischen Rimini und der Grenze nach San Marino gebaut wurde. Sie geht zurück auf die 1923 festgelegten Strada nazionale 61. Wegen ihrer Führung erhielt die SS 72 den namentlichen Titel di San Marino. Sie ist knapp 11 Kilometer lang.